# Lettera a Erodoto
La Lettera a Erodoto è una delle tre lettere di Epicuro che sono giunte complete fino a noi. La lettera è indirizzata ad Erodoto, caro amico di Epicuro (da non confondersi con l'omonimo celebre storiografo). 

## Struttura e contenuto
In questo scritto (preservato da Diogene Laerzio) il filosofo si propone di presentare in maniera succinta le sue idee riguardo alla fisica e, più in generale, al suo approccio verso la scienza. 
Prima di tutto  Epicuro sottolinea come in ogni teoria che si studi è importante avere ben chiari i principi generali su cui la teoria si basa, in quanto da questi si potranno dedurre i dettagli.
(X, 36.)
Inoltre, per affrontare lo studio di una teoria, devono essere ben chiari i termini che si usano ed i loro significati, altrimenti si rischia di discutere all'infinito senza sapere bene di che cosa si parlaː «Bisogna che sia ben chiaro ciò che è al fondo delle parole».
Una volta chiariti alcuni elementi di metodo, Epicuro passa a esporre alcune sue considerazioni sulla fisica, partendo dal fatto che «nulla ha origine da ciò che non è» e parimenti, niente di ciò che esiste può finire nel nulla, altrimenti si arriverebbe all'assurdo che le cose possono nascere e finire nel nulla. Fra l'altro, da questo principio si deduce che la materia deve essere costituita da alcuni elementi primari, indivisibili (atomi), che permangono sempre immutati. Epicuro non è certo un assertore dell'horror vacui di alcuni pensatori del passato, anzi sostiene che il vuoto deve esistere, altrimenti sarebbe impossibile il movimento dei corpi, e non sarebbe nemmeno giustificabile l'esistenza di corpi con diverse densità.
Dopo aver parlato degli atomi, si passa a trattare di simulacri e percezioni, per poi citare gli atomi e le loro qualità], ritenendoli come i "minimi", che hanno una determinata direzione e velocità nel loro moto.
Ulteriori distinzioni nelle qualità dell'anima e dei vari corpi, da cui derivano le qualità fenomeniche, sono fatte da Epicuro nel prosieguo, con puntate relative al tempo, ai diversi mondi e all'antropologia ; la lettera tratta, poi, dei fenomeni celesti e della tranquillità dell'animo, che sono argomenti più pertinentemente svolti nella Lettera a Pitocle, per poi concludere che la nozione sintetica di tale trattazione servirà a raggiungere l'atarassia, invogliando chi non abbia ancora nozioni sufficienti a leggere la "trattazione completa", ossia il Sulla natura.  